# Hans Reschke
Hans Reschke (* 22. März 1904 in Posen; † 17. Oktober 1995 in Mannheim) war ein deutscher Jurist und Politiker (von 1933 bis 1945: NSDAP, später parteilos). Von 1956 bis 1972 war er Oberbürgermeister von Mannheim.

## Leben
Hans Reschke, dessen Vater der Regierungspräsident Franz Hermann Reschke war, bestand nach dem Schulbesuch in Syke, Bremen und Berlin 1922 das Abitur. Anschließend studierte er Rechts- und Staatswissenschaften an den Universitäten Berlin und Heidelberg. In Heidelberg wurde er 1922 wie schon sein Vater Mitglied des Corps Rhenania. Nach Abschluss seiner Studien und der Promotion 1927 war er in verschiedenen Gemeinden als Regierungsreferendar und Regierungsassessor tätig.
Nach der Machtübergabe an die Nationalsozialisten trat Reschke zum 1. Mai 1933 der NSDAP bei (Mitgliedsnummer 2.754.048) und war auch Mitglied im NSRB. Zudem gehörte er der NSV an.
Ab 1934 war Reschke Landrat im Kreis Höxter und von 1939 bis 1945 im Kreis Recklinghausen. Von 1937 bis 1943 war er ehrenamtliches Mitglied im Sicherheitsdienst der SS und war ab 1940 befugt, die Uniform eines SS-Untersturmführers zu tragen.
Nach dem Zweiten Weltkrieg wurde er für zwei Jahre interniert und 1947 im Spruchkammerverfahren in die Gruppe V „Nichtbelastete“ eingestuft und wegen seiner Zugehörigkeit zum SD zu 2.000 RM Geldstrafe verurteilt, die durch Haft als verbüßt galt.
Nach seiner Haftentlassung arbeitete Reschke ab 1947 als „Sonderbeauftragter beim Evangelischen Hilfswerk Westfalen zur Ansiedlung von Flüchtlingsbetrieben“ in Espelkamp und von 1948 bis 1951 als Geschäftsführer des amerikanischen Instituts zur Förderung öffentlicher Angelegenheiten in Frankfurt am Main. Der Mannheimer Oberbürgermeister Hermann Heimerich gewann ihn 1951 als Geschäftsführer der Kommunalen Arbeitsgemeinschaft Rhein-Neckar, ein Zusammenschluss der Städte Mannheim, Ludwigshafen am Rhein, Frankenthal und Heidelberg sowie mehrerer Landkreise. Drei Jahre später wurde er zum Hauptgeschäftsführer der Mannheimer Industrie- und Handelskammer gewählt.
1955 stellte ein überparteilicher Block, bestehend aus CDU, DP, FDP und BHE, den parteilosen Hans Reschke zum Kandidaten zur Mannheimer Oberbürgermeisterwahl auf. Reschke konnte die Wahl gegen Werner Jacobi (SPD) mit 51,1 Prozent für sich entscheiden. Wegen Einsprüchen und Klagen von Mannheimer Bürgern konnte er das Amt allerdings erst nach über einem Jahr und einem Urteil des Bundesverwaltungsgerichts am 10. Dezember 1956 antreten. Bei der Wiederwahl 1964 konnte sich Reschke mit überwältigenden 99,8 Prozent der Stimmen durchsetzen.
Von 1961 bis 1967 war er Vorsitzender des Städtetags Baden-Württemberg, anschließend bis 1969 stellvertretender Präsident des Deutschen Städtetags. Von 1966 bis 1972 war er Vorsitzender der Kommission für die Reform der Staatlichen Verwaltung Baden-Württemberg (Reschke-Kommission) und 1970/71 Mitglied der Sachverständigenkommission für die Neugliederung des Bundesgebiets beim Bundesinnenminister. 1972 ging Reschke in den Ruhestand.
Reschke gehörte von 1949 bis 1980 dem Hauptausschuss sowie von 1962 bis 1980 dem Vorstand des Deutschen Vereins für öffentliche und private Fürsorge an und war dort von 1964 bis 1970 Vorsitzender. Von 1966 bis 1972 war er Senator der Max-Planck-Gesellschaft und wurde 1976 bei der Humboldt-Gesellschaft für Wissenschaft, Kunst und Bildung Vizepräsident. Von 1977 bis 1982 war er Vorsitzender des Mannheimer Altertumsvereins.

## Würdigung der politischen Tätigkeit

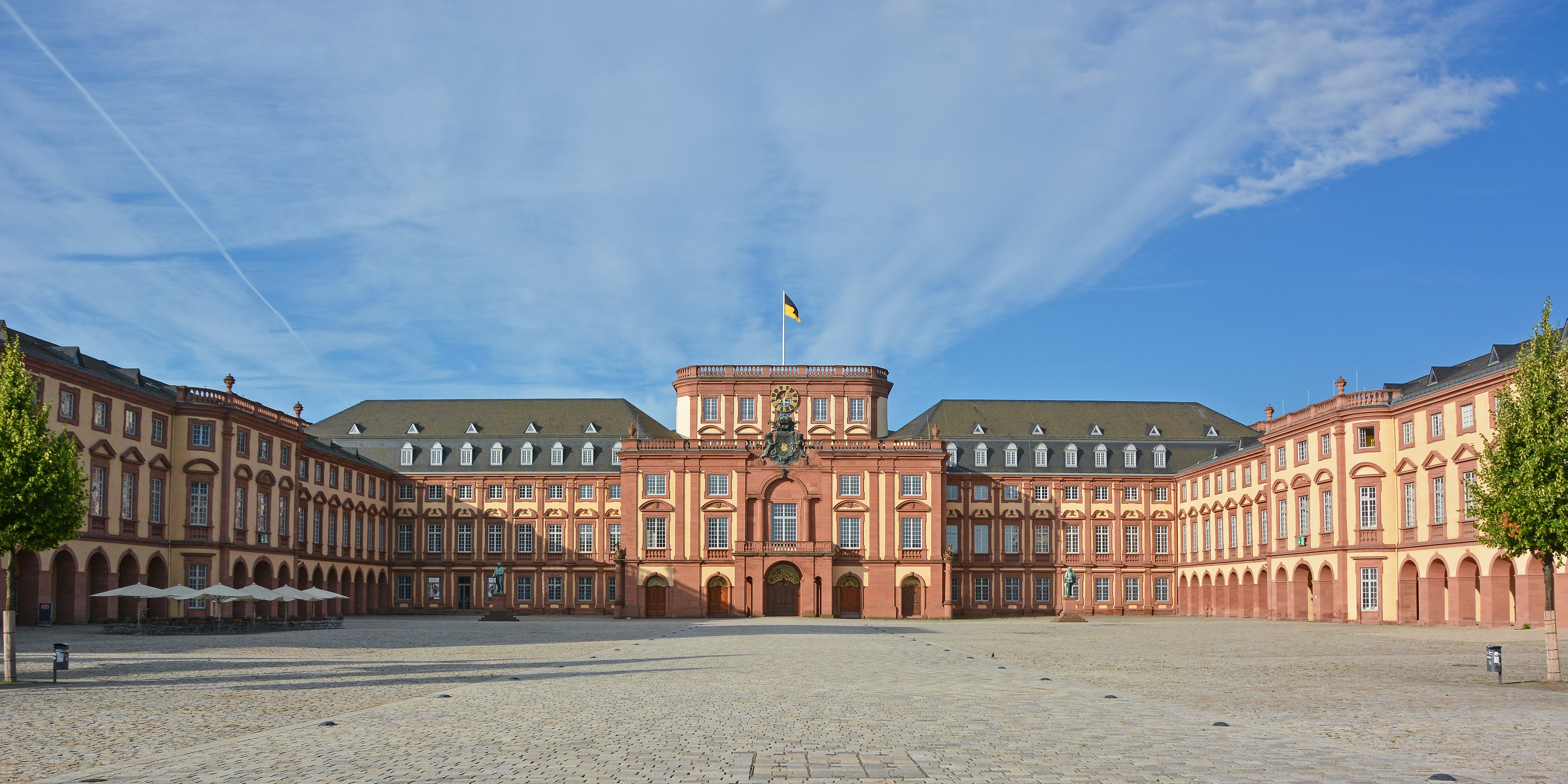
Universität

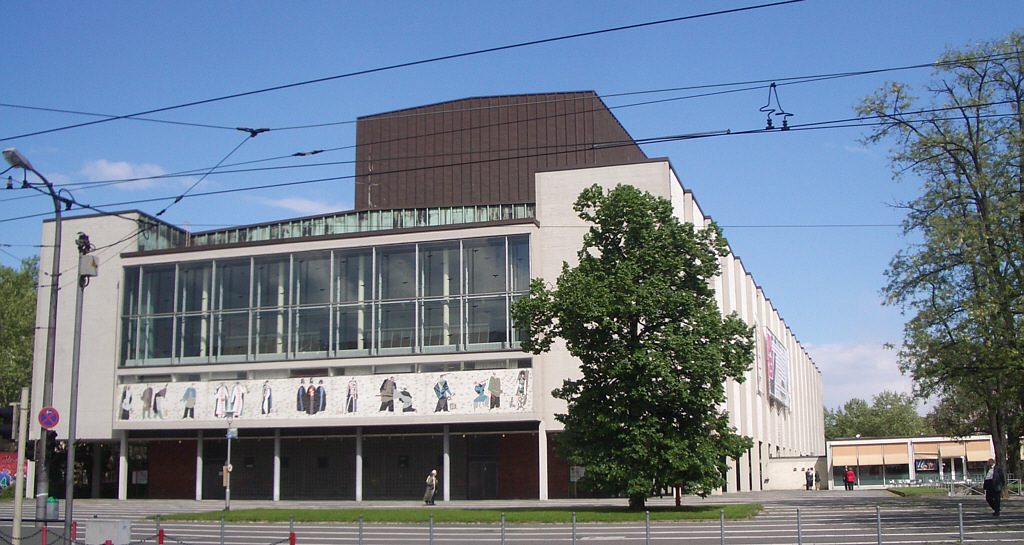
Nationaltheater

Reschke verbarg seine NS-Mitgliedschaft bei der Oberbürgermeisterwahl 1955 nicht, äußerte sich allerdings nicht zu seiner Zugehörigkeit zum SD. Der breiten Öffentlichkeit wurde dies erst durch einen Artikel der Frankfurter Rundschau einen Tag vor der Wahl bekannt. Fünf Bürger erhoben daher Wahlanfechtungsklage. Mehrere Gutachten, unter anderem von Robert Kempner, dem stellvertretenden Hauptankläger der USA im Nürnberger Prozess, entlasteten Reschke. Sie hoben hervor, dass er nur ehrenamtlich im Rahmen seiner Landratsstellung tätig gewesen und bereits 1943 auf eigenen Wunsch aus dem SD ausgeschieden sei. Vor dem Bundesverwaltungsgericht wurde daher die Wahl für rechtmäßig erklärt.
Während seiner Amtszeit arbeitete er eng mit dem Ersten Bürgermeister Ludwig Ratzel zusammen. Es wurden die neuen Stadtteile Waldhof-Ost und Vogelstang gebaut. Die Friesenheimer Insel wurde für die Industrie erschlossen und die Fernwärme im Stadtgebiet ausgebaut. Das städtische Krankenhaus wurde zur Fakultätsklinik der Universität Heidelberg ausgebaut und die Wirtschaftshochschule 1967 zur Universität Mannheim erhoben. Auch Kunst und Kultur wurden von Reschke gefördert. 1957 konnte er den Neubau des Nationaltheaters eröffnen. Im Jahr 1963 begrüßte er als Schirmherr die erste Galerie für zeitgenössische Kunst von Margarete Lauter in Mannheim und begleitete ihre weitere Entwicklung wohlwollend.
Trotz der Querelen um seine erste Wahl wurde Reschke schnell bei den meisten Mannheimern beliebt. Als 1962 bekannt wurde, dass der Deutsche Städtetag in Köln ihm die Stelle des Hauptgeschäftsführers anbot, zogen Tausende Mannheimer mit einem Fackelzug durch die Stadt, um für seinen Verbleib zu demonstrieren. 1964 verzichtete die SPD daher gleich auf einen Gegenkandidaten, und er wurde mit 99,8 Prozent der Stimmen wiedergewählt.

## Ehrungen und Auszeichnungen
Für sein Lebenswerk erhielt Hans Reschke zahlreiche Auszeichnungen. Reschke erhielt die Ehrenbürgerwürde der Stadt Mannheim und wurde 1972 mit dem Großen Verdienstkreuz der Bundesrepublik Deutschland mit Stern ausgezeichnet. 1973 wurde er Ehrenmitglied des Deutschen Städtetags und der Heidelberger Akademie der Wissenschaften, die Universitäten Mannheim und Heidelberg verliehen ihm die Ehrendoktorwürde. 1975 erhielt Reschke den Bloomaulorden und die Verdienstmedaille des Landes Baden-Württemberg. 1985 wurde ihm die Verfassungsmedaille des Landes Baden-Württemberg in Gold verliehen. Nach seinem Tod wurde 1996 in Mannheim eine Straße in Hans-Reschke-Ufer umbenannt.

## Veröffentlichungen
- Mannheimer Perspektiven: Aufsätze, Vorträge, Ansprachen. Mannheim 1974.